# پژوهش چین
مطالعهٔ چین یا پژوهش چین کتابی است که در سال ۲۰۰۶ توسط تی. کالین کمبل و توماس کمبل نوشته شده است و به بررسی رابطهٔ بین مصرف فراورده‌های حیوانی و بیماریهایی نظیر سرطان پستان، پروستات، دیابت، بیماری قلبی، چاقی، بیماری دستگاه ایمنی، پوکی استخوان و از این دست می‌پردازد. این کتاب با بیش از یک میلیون نسخه فروش از زمان چاپ تا سال 2013 یکی از مشهورترین کتاب‌های تغذیه در تاریخ آمریکا به شمار می‌رود.

## نسخهٔ فارسی
این کتاب تحت عنوان «پژوهش چین» در قالب دو جلد توسط آرش حسینیان به زبان فارسی برگردانده شده و تاکنون جلد اول آن توسط نشر مثلث منتشر شده است.